# Bilo (Suriname)
Bilo, ook wel Bilo Langa Uku / Bilo Langa Hoekoe, is een Aukaans dorp in het ressort Wanhatti in het Surinaamse district Marowijne. Het op ligt aan de Cotticarivier, op acht uur per korjaal stroomopwaarts vanaf Moengo, in afstand gerekend 26,25 kilometer.
Bilo ligt stroomafwaarts ten opzichte van Langa Hoekoe. De laatste wordt ook wel Oposei Langa Hoekoe genoemd. In de namen verwijst Opo(sei) naar stroomopwaarts en Bilo naar stroomafwaarts.
In 2024 werd een Nigeriaans initiatief gepresenteerd om in de omgeving 20.000 hectare opnieuw te bebossen.